# Pedro Eustache
Pedro Eustache (Caracas, 18 agosto 1959) è un compositore, musicista e polistrumentista venezuelano naturalizzato statunitense.
È noto per le sue molteplici collaborazioni con compositori come Hans Zimmer, John Williams e John Debney, ma anche per aver collaborato con artisti pop come Paul McCartney.

## Discografia

### Solista
- 1993 – Strive for Higher Realities
- 1995 – The Giant Sleeps
- 2004 – Global Mvission
- 2007 – Hymns Of Yesterday & Today

### Collaborazioni
- 1995 - Yanni Live at Royal Albert Hall (con Yanni)
- 2003 - Ethnicity (con Yanni)
- 2005 - Chaos and Creation in the Backyard (con Paul McCartney)
- 2012 - Impressions (con Chris Botti)